# Gertrud Buttlar-Elberberg
Gertrud Anna Buttlar-Elberberg (geb. Gerhartl; * 12. Juni 1934 in Neunkirchen; † 8. Oktober 2023) war eine österreichische Historikerin.

## Leben
Gertrud Gerhartl wurde als Tochter des späteren Bürgermeisters Otto Gerhartl in Neunkirchen geboren. Sie besuchte nach der Oberschule 1944/1945 das Bundesrealgymnasium Neunkirchen in Niederösterreich. Ab 1952 studierte sie Geschichte und Germanistik an der Universität Wien. Von 1956 bis 1959 absolvierte sie als außerordentliches Mitglied den 48. Kurs am Institut für Österreichische Geschichtsforschung in Wien (Prüfungsarbeit bei Leo Santifaller). 1957 wurde sie bei Alfons Lhotsky mit der Dissertation Geschichte der Burg und Herrschaft Steyersberg zum Dr. phil. promoviert.
1959 wurde sie Leiterin der Städtischen Sammlungen Museum und Archiv Wiener Neustadt. 1961 wurde sie Direktorin und Senatsrat. 1995 trat die Hofrätin in den Ruhestand. Ihr Forschungsschwerpunkt war die Stadtgeschichte von Wiener Neustadt.
Sie war Präsidentin des Verbandes österreichischer Archivare. Außerdem war sie Mitglied des Vereins für Landeskunde von Niederösterreich und Wien, des Wiener Neustädter Denkmalschutzvereines und des Wiener Goethe-Vereines.
1983 nahm Gerhartl den Familiennamen ihres Mannes Divisionär Hans Buttlar-Elberberg an.

## Auszeichnungen
- 1997: Ehrenring der Stadt Wiener Neustadt[3]
- 2011: Ehrenring der Stadt Neunkirchen

## Schriften (Auswahl)
- Die Niederlage der Türken am Steinfeld: 1532 (= Militärhistorische Schriftenreihe. Heft 26). Österreichischer Bundesverlag für Unterricht, Wissenschaft und Kunst, Wien 1974, ISBN 3-215-73224-6.
- (Verantw.): Primarius Dr. Paul Habetin (1890–1975). Eine bedeutende Wiener Neustädter Sammlerpersönlichkeit.  Sonderausstellung des Stadtmuseums Wiener Neustadt 1976. Hrsg. vom Magistrat der Stadt, Wiener Neustadt 1976.
- Wiener Neustadt. Geschichte, Kunst, Kultur, Wirtschaft. Braumüller Verlag, Wien 1978, ISBN 3-7003-0159-6. (2. Auflage, ergänzter und erweiterter Nachdruck der 1. Auflage: 1993, ISBN 3-7003-1032-3)
- Wiener Neustadt in alten Ansichtskarten. NÖ Pressehaus, St. Pölten u. a. 1978, ISBN 3-85326-452-3.
- Der Dom zu Wiener Neustadt: 1279–1979. Böhlau Verlag, Wien u. a. 1979, ISBN 3-205-07138-7.
- mit Otto Gerhartl: Neunkirchen anno dazumal. NÖ Pressehaus, St. Pölten u. a. 1981, ISBN 3-85326-641-X.
- (Verantw.): Wiener Neustadt und die Landnahme des Burgenlandes im Jahre 1921. Sonderausstellung des Stadtmuseums Wiener Neustadt. St. Peter an der Sperr, 15. Mai bis 14. Juni 1981. Magistrat der Stadt, Wiener Neustadt 1981.
- Belagerung und Entsatz von Wien 1683 (= Militärhistorische Schriftenreihe. Heft 46). Österreichischer Bundesverlag, Neudorf 1982, ISBN 3-215-04967-8.
- Wiener Neustadt (= Niederösterreichischer Kulturführer). Verlag Jugend und Volk, Wien 1983, ISBN 3-224-16244-9.
- Die Belagerung des Ladislaus Postumus in Wiener Neustadt 1452 (= Militärhistorische Schriftenreihe. Heft 57). Österreichischer Bundesverlag, Wien 1986, ISBN 3-215-06263-1.
- Die Ruhe vor dem Sturm. Wiener Neustadt vor der Zerstörung durch die Bomben. Rotary-Club, Wiener Neustadt 1989, ISBN 3-85063-195-8.
- Stadtmuseum Wiener Neustadt. Hrsg. vom Kulturamt der Statutarstadt Wiener Neustadt, Merbod, Wiener Neustadt 1995, ISBN 3-900844-39-9.